# Guerra dei 335 anni
La guerra dei 335 anni fa riferimento a un teorico stato di guerra tra i Paesi Bassi e le Isole Scilly (situate al largo della costa sud-occidentale della Gran Bretagna). Si dice che l'estensione della guerra sia dovuta a una mancanza di un trattato di pace per 335 anni. Sebbene la validità della dichiarazione di guerra sia messa in dubbio, nel 1986 fu firmato un trattato di pace, ponendo fine a ogni conflitto, effettivo o ipotetico.

## Storia

### Le origini
Si dice che il conflitto sia stato prolungato a causa della mancanza di un trattato di pace per 335 anni, senza che sia mai stato davvero sparato un colpo. Nonostante l'incertezza riguardo alla validità della dichiarazione di guerra, e dunque i dubbi mossi sull'esistenza  dello stato di guerra, la pace fu infine dichiarata nel 1986, sancendo la fine di un ipotetico conflitto che si potrebbe considerare realmente avvenuto solo a livello giuridico.

### Il conflitto
Le origini del conflitto si possono trovare nella guerra civile inglese, combattuta tra i realisti e i parlamentari dal 1642 al 1652. Oliver Cromwell aveva combattuto i realisti ai margini del regno inglese. Ciò significava che la Cornovaglia, nella parte occidentale del paese, era rimasta l'ultima roccaforte dei monarchici. I monarchici disponevano ancora di una parte della loro flotta, che era stanziata nelle Isole Scilly, che utilizzarono per attaccare i mercantili olandesi, poiché durante la guerra civile inglese, i Paesi Bassi erano alleati con i repubblicani. Di conseguenza, l'Ammiraglio olandese Tromp, ricevuto il rifiuto dei monarchici di ripagare i danni commessi alla marina mercantile olandese, si sentì giustificato a dichiarare guerra alle Isole Scilly, nonostante fossero tecnicamente sotto autorità britannica (inoltre, Tromp non rispettò l'ordinaria procedura per la "dichiarazione di guerra", lasciando diversi dubbi agli storici se considerarla come guerra vera e propria) nell'aprile del 1651. Un mese e mezzo più tardi però, i monarchici si arresero ai repubblicani, consegnandogli la loro flotta militare e nel susseguirsi della fase di transizione post-guerra civile, sia gli inglesi, che gli olandesi si scordarono del "conflitto" in corso o della necessità di stipulare un contratto di pace.
Solo nel 1986, Roy Duncan, rappresentante delle Isole Scilly e storico, inviò all'ambasciata olandese a Londra una richiesta di notifica del conflitto, che era ormai considerato una leggenda popolare, e, con sua sorpresa, l'ambasciata gli confermò non solo che era "avvenuto" (anche se nessun colpo era stato ufficialmente sparato dalla "dichiarazione di guerra"), ma che tecnicamente era ancora in corso. Nello stesso anno, dopo aver invitato l'ambasciatore olandese, Rein Huydecoper, sull'isola, Duncan e Huydecoper firmarono un trattato di pace che sanciva ufficialmente la fine del "conflitto".